# 飯島陸
飯島 陸（いいじま りく、1999年11月17日 - ）は、埼玉県児玉郡児玉町（現：本庄市）出身のサッカー選手。Jリーグ・福島ユナイテッドFC所属。ポジションはフォワード（FW）。

## 略歴
埼玉県出身で地元のクマガヤSCでプレーしていたが、日本一を目指して高校は名門の前橋育英高校に進学。前橋育英時代には3年時に全国高等学校サッカー選手権大会で同校初の選手権優勝に貢献し、自身も大会得点王に輝いた。大学生になると法政大学に進学し、10番を背負ってエースとして活躍した。2021年10月、ヴァンフォーレ甲府に加入が内定し、特別指定選手にも登録された。
2022年、ヴァンフォーレ甲府に正式加入。2月27日、J2リーグ第2節の大分トリニータ戦でプロデビューを飾った。3月2日、J2第3節のV・ファーレン長崎戦でプロ初ゴールを決めた。
2025年1月23日、福島ユナイテッドFCに期限付き移籍。

## 人物
- 前橋育英高校が全国高校サッカー選手権初優勝を果たした際の中心メンバーの一人。飯島の世代は飯島自身も含め後に9人（後藤田亘輝、角田涼太朗、松田陸、渡邊泰基、五十嵐理人、田部井悠、田部井涼、宮崎鴻）がプロ入り、「伝説の世代」と呼ばれている[6]。

## 所属クラブ
- 児玉ディパーチャFC
- 江南南サッカー少年団
- クマガヤSC
- 前橋育英高等学校
- 法政大学
  - 2021年10月 - 同年12月 ヴァンフォーレ甲府（特別指定選手）
- 2022年 -  ヴァンフォーレ甲府
  - 2025年 -  福島ユナイテッドFC（期限付き移籍）

## 個人成績
| 国内大会個人成績 | 国内大会個人成績 | 国内大会個人成績 | 国内大会個人成績 | 国内大会個人成績 | 国内大会個人成績 | 国内大会個人成績 | 国内大会個人成績 | 国内大会個人成績 | 国内大会個人成績 | 国内大会個人成績 | 国内大会個人成績 |
| 年度             | クラブ           | 背番号           | リーグ           | リーグ戦         | リーグ戦         | リーグ杯         | リーグ杯         | オープン杯       | オープン杯       | 期間通算         | 期間通算         |
| 年度             | クラブ           | 背番号           | リーグ           | 出場             | 得点             | 出場             | 得点             | 出場             | 得点             | 出場             | 得点             |
| 日本             | 日本             | 日本             | 日本             | リーグ戦         | リーグ戦         | リーグ杯         | リーグ杯         | 天皇杯           | 天皇杯           | 期間通算         | 期間通算         |
| ---------------- | ---------------- | ---------------- | ---------------- | ---------------- | ---------------- | ---------------- | ---------------- | ---------------- | ---------------- | ---------------- | ---------------- |
| 2022             | 甲府             | 15               | J2               | 24               | 2                | -                | -                | 3                | 1                | 27               | 3                |
| 2023             | 甲府             | 15               | J2               | 8                | 1                | -                | -                | 3                | 0                | 11               | 1                |
| 2024             | 甲府             | 15               | J2               | 13               | 0                | 0                | 0                | 2                | 0                | 15               | 0                |
| 2025             | 福島             | 15               | J3               |                  |                  |                  |                  |                  |                  |                  |                  |
| 通算             | 日本             | 日本             | J2               | 45               | 3                | 0                | 0                | 8                | 1                | 53               | 4                |
| 通算             | 日本             | 日本             | J3               |                  |                  |                  |                  |                  |                  |                  |                  |
| 総通算           | 総通算           | 総通算           | 総通算           | 45               | 3                | 0                | 0                | 8                | 1                | 53               | 4                |

- 2021年 特別指定選手としての公式戦出場無し

| 国際大会個人成績 | 国際大会個人成績 | 国際大会個人成績 | 国際大会個人成績 | 国際大会個人成績 |
| 年度             | クラブ           | 背番号           | 出場             | 得点             |
| AFC              | AFC              | AFC              | ACL              | ACL              |
| ---------------- | ---------------- | ---------------- | ---------------- | ---------------- |
| 2023-24          | 甲府             | 15               | 7                | 0                |
| 通算             | AFC              | AFC              | 7                | 0                |

出場歴
- Jリーグ初出場 - 2022年2月27日 J2第2節 大分トリニータ戦 (JITリサイクルインクスタジアム)
- Jリーグ初得点 - 2022年3月5日 J2第3節 V・ファーレン長崎戦 (トランスコスモススタジアム長崎)

## タイトル

### クラブ
前橋育英高校
- 全国高等学校サッカー選手権大会（2017年）

法政大学
- 総理大臣杯全日本大学サッカートーナメント（2021年）

ヴァンフォーレ甲府
- 天皇杯 : （2022年）

### 代表・選抜
関東大学選抜A
- デンソーカップサッカー（2021年）

### 個人
- 全国高等学校サッカー選手権大会・優秀選手（2016年、2017年）
- 全国高等学校サッカー選手権大会・得点王（2017年）

## 代表歴
- U-19日本代表（2018年）